# لوسي وارد
لوسي وارد (بالإنجليزية: Lucy Ward)‏ (15 أبريل 1974 - ) هي معلقة رياضية ولاعبة كرة قدم بريطانية في مركز الهجوم. لعبت مع Leeds United Women F.C. ‏ وDoncaster Rovers Belles L.F.C. ‏.